# José Maria Casanova Magret
Frei José Maria Casanova Magret (Frei Casanova), fundou em 25 de Março de 1938 a Congregação das Irmãs Missionárias Carmelitas juntamente com a madre Carmelita de Jesus (irmã Afra de Sá) na cidade de Princesa Isabel, interior paraibano.
Hoje a sede das Irmãs Missionárias Carmelitas está fixada na cidade de Cajazeiras-PB, coordenada pela Madre Geral Irmã Sineide Ângelo. A congregação está presente nos estados da Paraíba, Ceará, Pernambuco, Pará e Rondônia, com mais de 70 irmãs, divididas em aproximadamente 20 comunidades. Em 2008, a Congregação celebrou o seu 70º aniversário de fundação.